# Wilhelm Żelaznoręki
Wilhelm Żelaznoręki z rodu Hauteville (ur. przed 1010 r., zm. w 1046) – pierwszy normański hrabia Apulii oraz twórca potęgi de Hauteville'ów w południowych Włoszech.

## Młodość
Wilhelm był trzecim synem Tankreda de Hauteville i jego pierwszej żony Murielli. Do Włoch przybył około 1035 roku wraz z dwoma młodszymi braćmi, Drogonem i Humphreyem, aby dołączyć do oddziału normandzkich żołnierzy hrabiego Awersy, Rainulfa Drengota, również Normana. Na początku bracia de Hauteville służyli władcy Kapui, Pandulfowi IV, później dołączyli do drużyny Salerno, Guaimara IV.
Gdy w roku 1038 cesarz bizantyjski, Michał IV Paflagończyk zaczął organizować kolejną wyprawę na Sycylię przeciw Saracenom wszyscy trzej bracia de Hauteville dołączyli do niej jako członkowie oddziałów salernitańskichn. Wilhelm odznaczył się na tle innych żołnierzy szczególnie podczas oblężenia Syrakuz, kiedy to jedną ręką zrzucił z konia i zabił emira miasta, Abdullaha. Właśnie temu wydarzeniu zawdzięcza on swój przydomek, Żelaznoręki. Normanowie walczyli ramię w ramię z Bizantyjczykami do ok. 1040 roku, kiedy to dowódca bizantyjskiej armii, Georgios Maniakes, znieważył Arduina – dowódcę oddziałów salernitańskich oraz Normanów.

## Bunt Arduina i jego następstwa
Chociaż następca Maniakesa, Michael Doukeianos, oferował zhańbionemu dowódcy hrabstwo Melfi jako zadośćuczynienie, Arduin dołączył do antybizantyjskiego powstania Longobardów w Italii. Wilhelm, razem z oddziałami normańskimi, salernitańskimi oraz niewielką grupką Waregów, udał się za dowódcą z powrotem na kontynent. Ta dezercja była równoznaczna z buntem przeciw cesarzowi. Bunt w Italii Południowej, wcześniej rozwijający się bardzo powoli, przybrał na sile.